# Финли, Грег
Гре́гори П. Фи́нли II (англ. Gregory P. Finley II, род. 22 декабря 1984, Портленд, Мэн) — американский актёр. Наиболее известен по роли Джека Пэпса телесериале «Тайная жизнь американского подростка».

## Карьера
Финли наиболее известен по роли Джека Пэпса телесериале «Тайная жизнь американского подростка». В феврале 2010 года Финли прошел кастинг на роль Стива Коута мл. в фильм Джеймса Феликса МакКинни «Гипотермия».

## Фильмография
| Год       |     | Русское название                    | Оригинальное название                    | Роль                    |
| --------- | --- | ----------------------------------- | ---------------------------------------- | ----------------------- |
| 2007      | с   | Детектив Раш                        | Cold Case                                | Грант Холл              |
| 2008—2013 | с   | Втайне от родителей                 | The Secret Life of the American Teenager | Джек Пэпс               |
| 2008      | кор | Выпускной                           | Graduation Day                           | Бен Чейз                |
| 2010      | ф   | Гипотермия                          | Hypothermia                              | Стив Коут мл.           |
| 2012      | с   | Доктор Хаус                         | House                                    | Бобби Хэтчер            |
| 2013      | с   | Доктор Эмили Оуэнс                  | Emily Owens, M.D.                        | Дэн                     |
| 2013      | с   | Необходимая жестокость              | Necessary Roughness                      | Джо Крабчек             |
| 2014      | с   | Закон и порядок: Специальный корпус | Law & Order: Special Victims Unit        | Эдди Торп               |
| 2014      | с   | Несчастные                          | Star-Crossed                             | Дрейк                   |
| 2014—2016 | с   | Флэш                                | The Flash                                | Тони Вудворд / Балка    |
| 2015      | с   | C.S.I.: Место преступления          | CSI: Crime Scene Investigation           | Скотт Хант / Супергерой |
| 2015      | с   | Я — зомби                           | iZombie                                  | Дрейк                   |